# Amado Sapag
Amado Sapag (Zapala, el 5 de enero de 1921 - Neuquén, 6 de agosto de 2002) fue un empresario y político argentino, Intendente de su ciudad y cofundador del Movimiento Popular Neuquino.

## Biografía
Miembro de una familia de inmigrantes que alcanzó una gran influencia social y política, Amado nació el día 5 de enero de 1921 y falleció el 6 de agosto de 2002, en la ciudad de Neuquén, hijo de Nazira Jalil y de Canaan Sapag venidos del Líbano en el año 1913: Elías, Louriza, Felipe, Elmaza, José y Josefa, fueron sus hermanos, casado con María Esmeralda Gatti, tuvo seis hijos: Héctor, Graciela, Edgardo, Daniel, Claudio y Alejandra, los que le dieron 13 nietos, cuyos nombres son: Juan Manuel.  Nadia Facundo .  Federico .Lucas .  Estefanía, Fernando . Amalia .  Juan Martín, Juan Ignacio  .José Manuel Débora . Mora .

## Trayectoria empresarial
En su vida empresarial, fundó junto a sus hermanos Elías, Felipe y José la empresa Sapag Hermanos caracterizada por la actividad comercial y agropecuaria, que además de tener locales en Cutral Có y Zapala eran proveedores del Ejército Argentino para sus guarniciones en la ciudad de Zapala, Covunco y Las Lajas. 
En la década del año 1950 comenzaron con actividades mineras, actividad que demandó gran parte de su vida, posicionó a Sapag Hermanos S.A. entre las primeras empresas mineras no metalíferas de la República Argentina, contando con moliendas de minerales, aserradero de mármol, planta industrial  marmolera en la localidad de Zapala, y una planta de procesamiento de oro en el paraje Cura Mallin, sobre el arroyo Milla Michi Co.
Fue el motorizador de la principal mina de baritina (sulfato de Bario SO4BA) en Cura Mallín, en el Departamento Minas de la provincia del Neuquén, dicho mineral se comercializó a empresas de perforación, principalmente Yacimientos Petrolíferos Fiscales, para la utilización de lodos de inyección en la perforación exploratoria de pozos de gas y petróleo.
Construyó una planta de tratamiento de cobre en la localidad de Chos Malal, llegando a producir cobre en planchas, así como sulfato de cobre y cobre cemento. 
Fue el primer descubridor en la provincia del Neuquén de uranio, por lo que fue galardonado por la Comisión Nacional de Energía Atómica (CNEA).

## Trayectoria política
Junto con sus hermanos promovió la fundación del Movimiento Popular Neuquino, y él brego permanentemente en la mejora de su pueblo natal, a los 31 años de edad fue Intendente Municipal de Zapala por vez primera, dicha gestión comunal, fue interrumpida por el golpe de Estado de 1955, conocido como la Revolución Libertadora. 
Los hermanos Sapag no cesaron en su lucha política, participando en el movimiento de la Resistencia Peronista y fueron fundadores de la corriente política llamada neoperonismo.
En los años 40 fueron amigos de los huelguistas en Neuquén.
Se lo recuerda como defensor de perseguidos políticos Chile.
Fue cofundador en Zapala del Movimiento Popular Neuquino el 4 de junio de 1961, cuyo acta fundacional se firmó en su domicilio particular. 
Una de sus pasiones fue la política, que lo llevó a ser Intendente Municipal de la ciudad de Zapala en cuatro elecciones constitucionales, cuyos períodos fueron: 1952-1955, 1963-1966, 1973-1976 y 1983-1987, aunque solo cumplió el mandato en la década de 1980 debido a diferentes golpes de Estado. Se retiró de la política activa en 1987, tras su último mandato.
Asimismo fue Intendente Municipal en los períodos de facto desde 1966 a 1968 y de 1970 a 1972.
Como funcionario se destacó por sus obras públicas, entre las que se pueden mencionar el Palacio Municipal de Zapala y el Cine Teatro Municipal, que hoy lleva su nombre. Se ocupó del pavimento urbano, iluminación, viviendas, escuelas secundarias y primarias, obras de saneamiento, redes de aguas, rotonda de ingreso a la ciudad, paso a nivel en las vías del FFCC Roca, o del centro comercial de la calle Avellaneda; construyó, en la década de 1960, 53 escuelas rurales en el interior de la provincia para erradicar las escuelas rancho, como obras delegadas del gobierno provincial.
Fue gran precursor del Arte y la Educación, creó en Zapala con apoyo del gobierno provincial la Escuela de Cerámica.
Fue promototor de la radicación de la Universidad Nacional del Comahue en la ciudad de Zapala, en la carrera de Técnico en Minas.
Participó activamente en el Rotary Club Internacional Club Rotario, fue presidente y socio durante más de 30 años.
Promovió la integración con el pueblo de Chile.

## Galardones
- Condecorado por el Ejército Argentino con su máxima distinción, la medalla del Libertador General José de San Martín.
- Condecorado por el gobierno de la República de Chile con la  medalla Libertador Bernardo O'Higgins.
- Designado Alcalde Adjunto de la ciudad de Chosica Perú
- Galardón de la Comisión Nacional de Energía Atómica al Primer Descubridor de Uranio en la provincia del Neuquén.
- Asimismo recibió diferentes distinciones del Ejército Argentino, de la ciudad de Zapala, de la ciudad de Cunco, (Chile), y de diferentes organizaciones civiles.